# Eucera paraclypeata
Eucera paraclypeata là một loài Hymenoptera trong họ Apidae. Loài này được Sitdikov mô tả khoa học năm 1988.